# A Magyar Telekom montenegrói ügye
A „montenegrói ügy” a Magyar Telekom (MT) történetének egyik hosszan vizsgált és közérdeklődésre számot tartott korrupciós ügye volt. A cég vezetői 2005-ben hamis szerződéseket gyártottak, hogy azzal fedezzék több millió dollár kenőpénz folyósítását montenegrói hivatalnokoknak, akik cserében segítették a vállalat terjeszkedését a balkáni térségben. Egyes feltételezések szerint Milo Gyukanovics akkori montenegrói kormányfő testvérét is lefizették.

## Története
2006. február 13-án a cég 2005. évi eredményeinek közzétételekor bejelentette, hogy vizsgálatot folytat az egyik leányvállalata által kb. 700 millió forint értékben megkötött szerződések ügyében. Az MT auditor cége nem írta alá a mérleget, mert aggályosnak találta a két szerződést. Március 30-án bejelentették, hogy nem tartják meg az április végén esedékes éves rendes közgyűlést, mivel nincs lezárt mérlegük. Április 7-én a Pénzügyi Szervezetek Állami Felügyelete (PSZÁF) felszólította a Magyar Telekomot, hogy a 2005-ös évre vonatkozó éves jelentést készítse el. Április 26-án az MT igazgatósága úgy dönt, hogy nem hívja össze az évi közgyűlést, mivel még mindig folyt a vizsgálat az egyik leányvállalata által kötött két tanácsadói szolgáltatásokra vonatkozó szerződések ügyében. Az MT igazgatósága mentesítette a munkavégzés alól a montenegrói igazgatóságot. A Társaság értesítette az Amerikai Egyesült Államok Értékpapír és Tőzsdefelügyeletét (SEC) és Igazságügy Minisztériumát (DOJ).
Május 9-én a PSZÁF a Magyar Telekomot 6 millió forintos felügyeleti bírság megfizetésére kötelezte tájékoztatási kötelezettségeinek elmulasztása miatt. Június 26-án Az MT montenegrói érdekeltsége, a Telekom Crne Gore A.D. (TCG) előző napi rendkívüli közgyűlésén mind a hat korábban delegált igazgatósági tagot leváltották. Az új igazgatóságban magasabb szintű, közvetlen képviselettel jelent meg a Deutsche Telekom. A Magyar Telekom 2006. október 9-re hívta össze rendkívüli közgyűlését, amiben bejelentették, hogy újabb 1,2 milliárd forintos vitatott szerződést talált a vizsgálat, amelynek elszámolása a könyvekben nem található. Az aggályos szerződések összértéke így 1,98 milliárd forintra rúgott, az ehhez kapcsolódó vizsgálatok költségei pedig 3,1 milliárd forintot értek el 2006 októberére.
A vizsgálat során fény derült arra, hogy a Társaság, a TCG és a Monet bizonyos munkavállalói elektronikus dokumentumok megsemmisítésével és módosításaival hátráltatták a vizsgálatokat. Az informatikai igazságügyi szakértő cég észrevette, hogy hét munkavállalóhoz tartozó tíz számítógép merevlemezéről dokumentumokat töröltek, illetve „eltüntető” (wiping) szoftver használatával véglegesen helyreállíthatatlanná tették a törölt dokumentumokat. A vizsgálók megállapították, hogy a törölt dokumentumok számos, a vizsgált szerződésekhez kapcsolódó anyagokat tartalmaztak. A törlések azt követően történtek, hogy a Társaság kérte ezen szerződésekhez kapcsolódó anyagok megőrzését. A dokumentumok szándékos megsemmisítésének következtében a vizsgálók nem tudták áttekinteni a vizsgálat szempontjából értékes dokumentumokat.
A White and Case jogi iroda novemberre nem tudta megállapítani az offshore kifizetésekhez kapcsolódó két vitatott szerződés szabálytalanságát, de azt sem állapították meg, hogy a két szerződés megkötése szabályos lett volna. Straub Elek 2006. december 5-én távozott az MT éléről, helyét Christopher Mattheisen vette át. A 2006. december 21-én megrendezett közgyűlés előtt a PwC záradék nélkül aláírta a könyveket, valamint 73 Ft-os osztalék került kifizetésre a részvényeseknek. A közgyűlés Christopher Mattheisent választotta meg a társaság elnökévé.
2011. december 29-én bejelentették, hogy az Amerikai Egyesült Államok Igazságügyi Minisztériumával és az Amerikai Egyesült Államok Értékpapír- és Tőzsdefelügyeletével kötött egyezség értelmében a vádak ejtéséért cserében a Magyar Telekom 90,8 millió dolláros (akkori árfolyamon 21,8 milliárd forintos) bírságot fizet és kivonul az amerikai értékpapírpiacokról. A Deutsche Telekom, a német anyavállalat az ügy lezárásaként további 4,36 millió dolláros bírság megfizetését vállalta.